# Helena Chlebowska
Helena Joanna Chlebowska (ur. 28 marca 1888 w Braniewie, zm. 23 lipca 1977 w Gdańsku) – polska nauczycielka.

## Życiorys

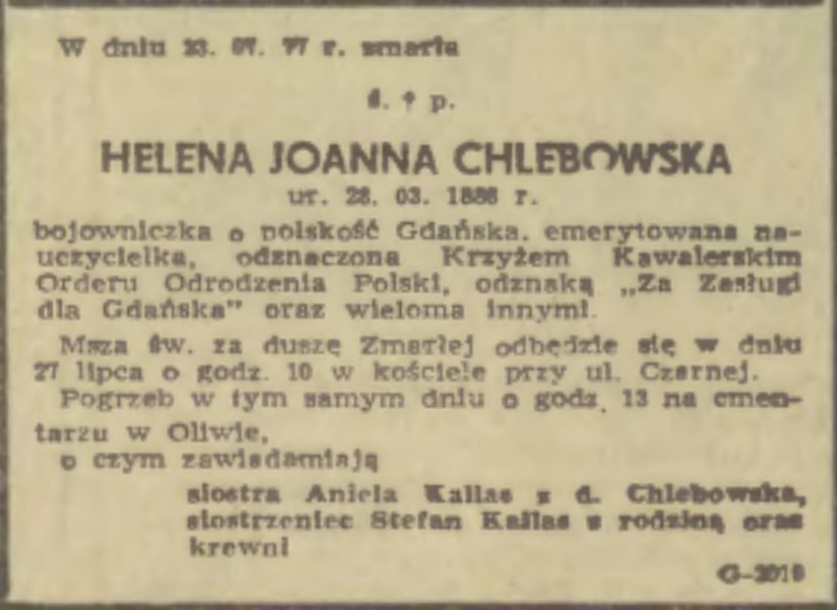
Nekrolog Heleny Chlebowskiej w Dzienniku Bałtyckim

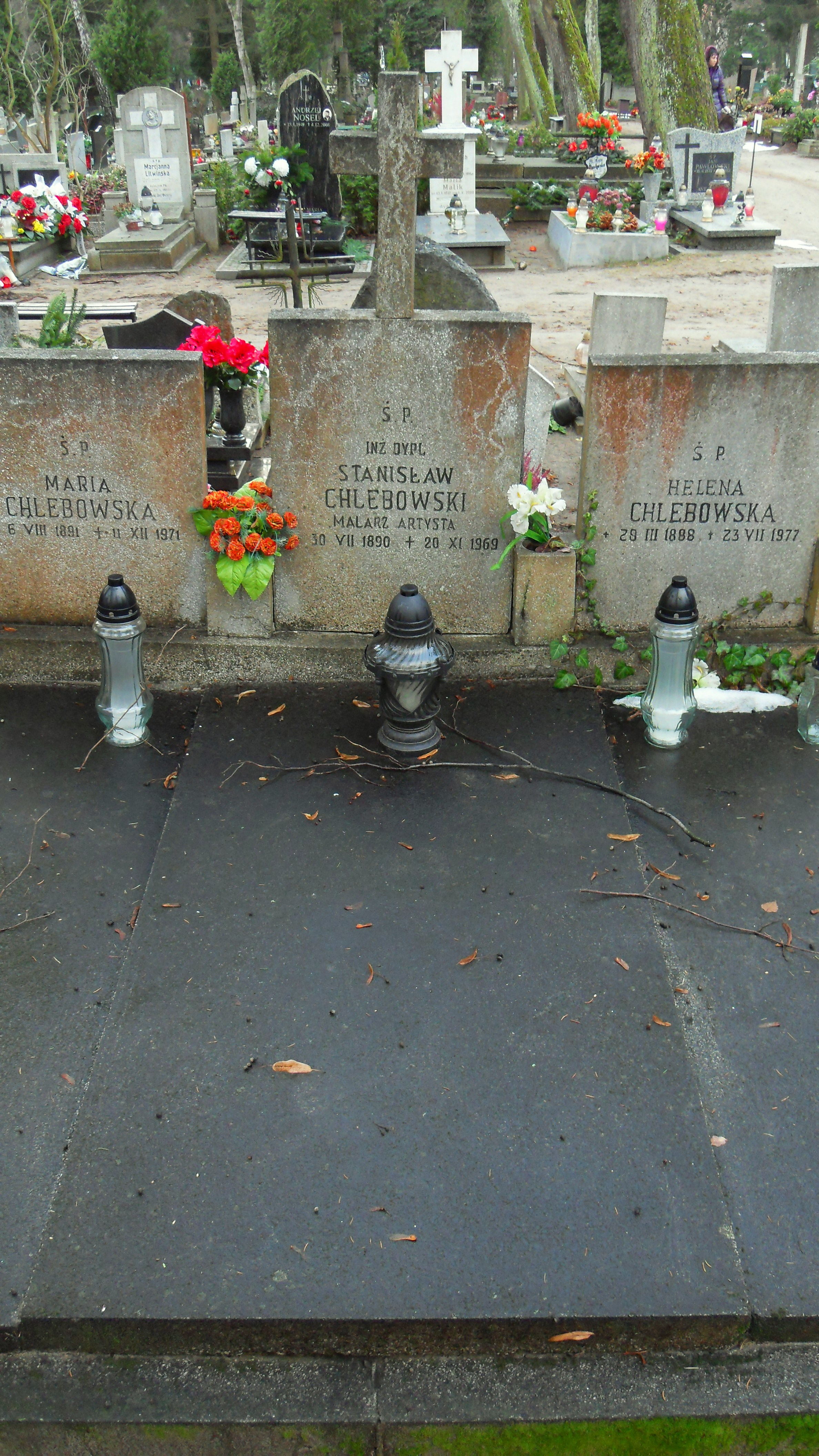
Grób Heleny Chlebowskiej na cmentarzu w Oliwie (z prawej)

Urodziła się w Braniewie w rodzinie inteligenckiej. Ojciec, Antoni Chlebowski, był profesorem filologii klasycznej w gimnazjum w Braniewie, a matka Agata z d. Tempska pianistką. Helena ukończyła gimnazjum w Olsztynie. W 1904, po śmierci ojca, zamieszkała z matką, dwiema siostrami i bratem Stanisławem w Gdańsku. W Gdańsku ukończyła Szkołę Mariacką dla dziewcząt (pełna nazwa: Marienschule – Katholische Höhere Mädchenschule). Była to wyższa szkoła średnia dla dziewcząt z rodzin katolickich z wykładowym językiem niemieckim, dająca kwalifikacje do nauczania w szkołach średnich. W 1911 zaczęła uczyć w gimnazjum w Sępólnie Krajeńskim, wykładając tam język francuski i łacinę. Po dwóch latach przeniosła się do Gdańska, prowadząc wykłady z języka francuskiego i angielskiego. Po I wojnie światowej, w 1919, rozpoczęła również wykładać język polski, literaturę oraz historię Polski na kursach wieczorowych dla dorosłych. W 1920 została mianowana nauczycielką publicznej szkoły polskiej w Gdańsku. W 1935 niemieckie władze przeniosły ją do polskiej szkoły powszechnej w Gdańsku-Wrzeszczu, w której pracowała do wybuchu wojny w 1939 roku. Gdy szkoła została zlikwidowana, a ją zwolniono, utrzymywała się z pracy fizycznej. Po zakończeniu wojny podjęła się zadania organizacji szkoły powszechnej w Gdańsku-Wrzeszczu, w której nauczała do przejścia na emeryturę w 1950 roku.
Zmarła 23 lipca 1977 w Gdańsku. Pochowana została 27 lipca, po mszy św. w kościele przy ul. Czarnej we Wrzeszczu, na Cmentarzu Oliwskim w grobie przy siostrze Marii i bracie Stanisławie.
Została odznaczona Krzyżem Kawalerskim Orderu Odrodzenia Polski, odznaką „Za Zasługi dla Gdańska” oraz wieloma innymi wyróżnieniami.